# Landen (Verenigde Staten)
Landen is een plaats (census-designated place) in de Amerikaanse staat Ohio, en valt bestuurlijk gezien onder Warren County.

## Demografie
Bij de volkstelling in 2000 werd het aantal inwoners vastgesteld op 12.766.

## Geografie
Volgens het United States Census Bureau beslaat de plaats een oppervlakte van
12,3 km², waarvan 12,1 km² land en 0,2 km² water.

## Plaatsen in de nabije omgeving
De onderstaande figuur toont nabijgelegen plaatsen in een straal van 12 km rond Landen.